# St. Johannes (Geroldswil)

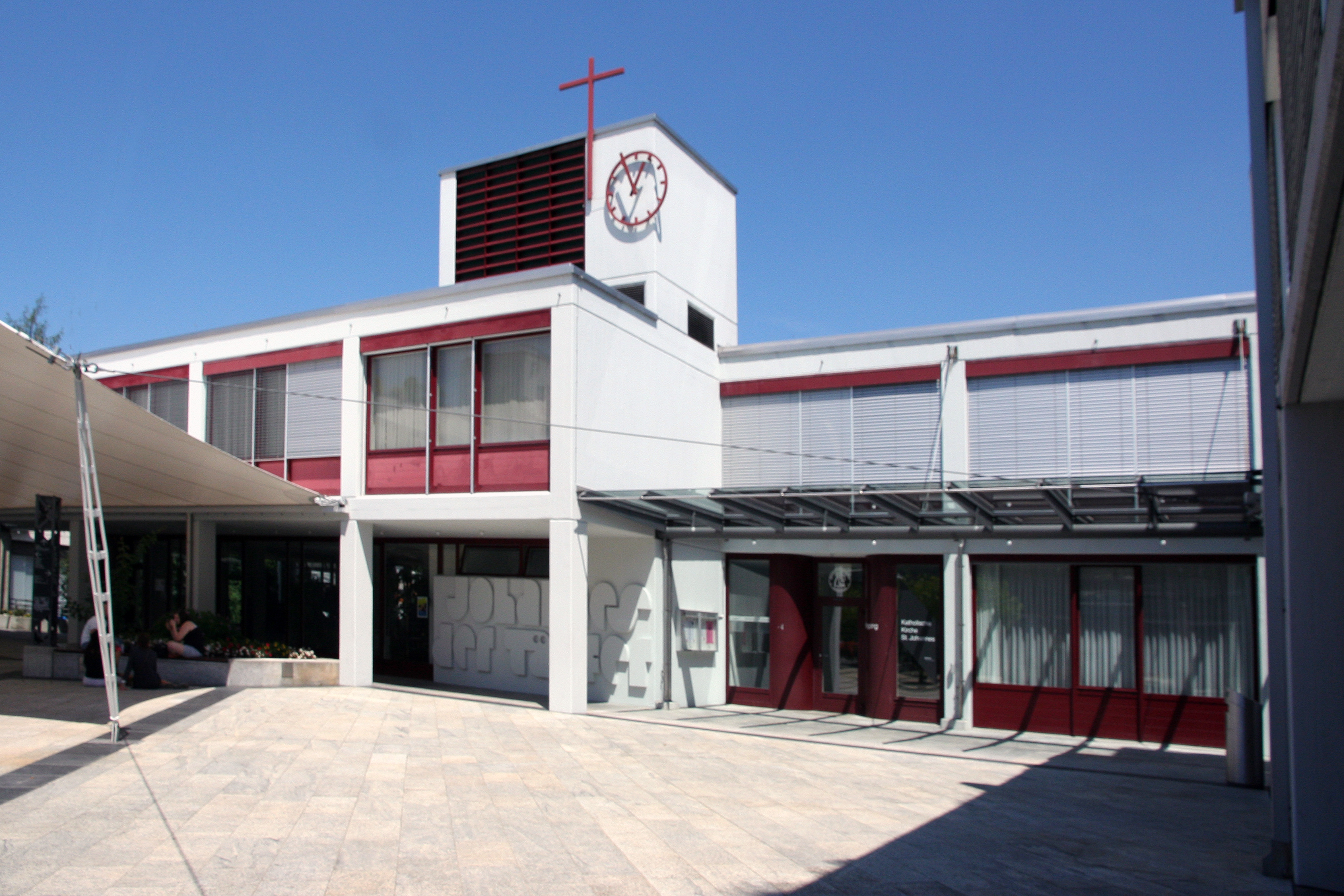
Kirche St. Johannes

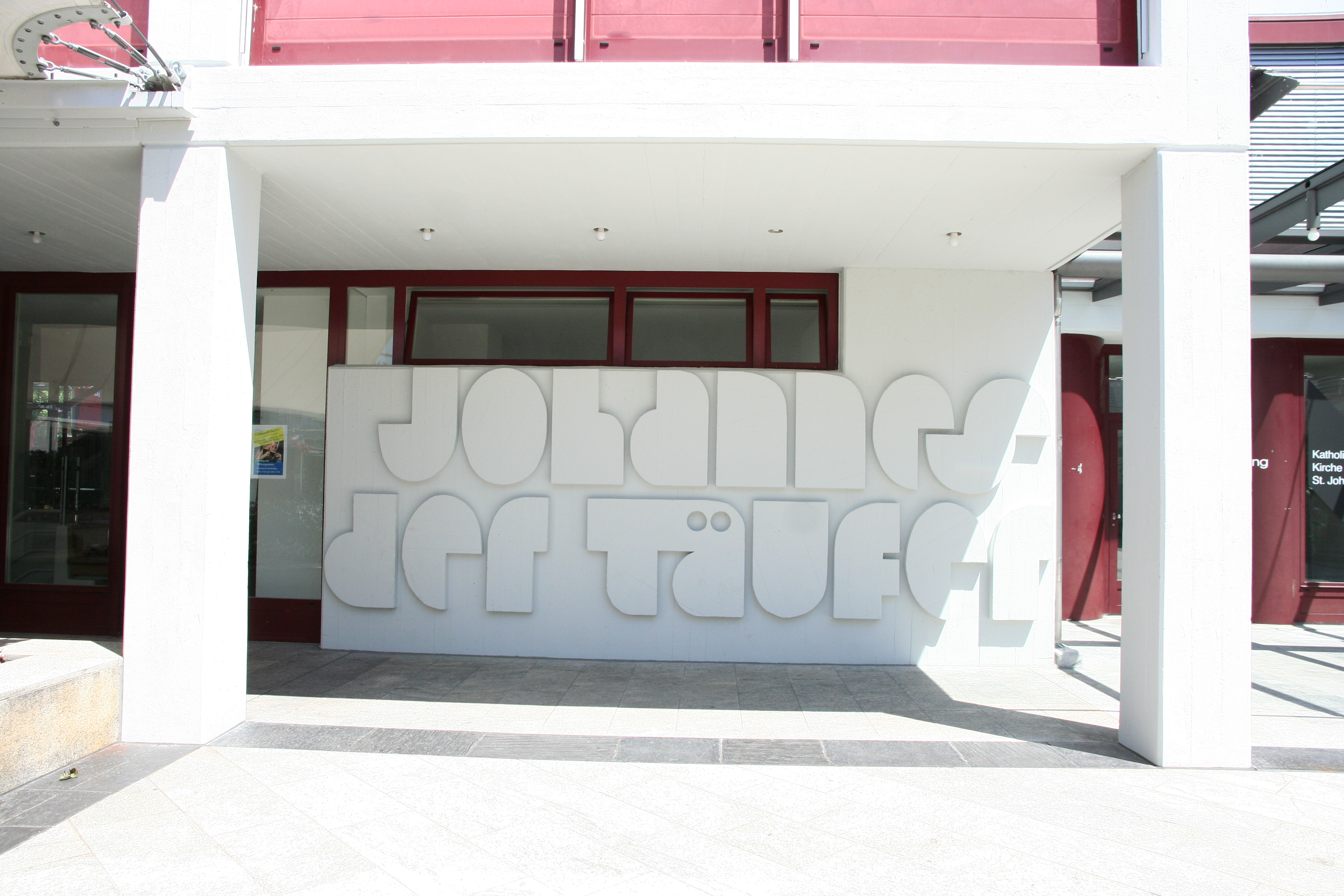
Betonrelief

Die Kirche St. Johannes ist die römisch-katholische Pfarrkirche von Geroldswil im Kanton Zürich. Sie steht an der Poststrasse 5b im Zentrum des Ortes. Die dazu gehörige Kirchgemeinde ist zuständig für die Orte Geroldswil, Oetwil an der Limmat und Weiningen ZH.

## Geschichte

### Vorgeschichte und Namensgebung
Der Name Geroltszwiler wurde 1255 urkundlich erstmals erwähnt und bedeutet "Weiler Gerolds". Im Jahr 1275 verzeichnete der Liber decimationis des Bistums Konstanz eine St. Johannes-Kapelle in Unter-Oetwil. Ausgrabungen im Jahr 1965 legen jedoch nahe, dass die St. Johannes-Kapelle schon früher bestanden hatte. Diese Kapelle lag unterhalb des Ortes zwischen dem Dorfbach und dem Fussweg zur Fähre an der Limmat. Nach der Reformation lebten nur einzelne Katholiken in den Gemeinden Oetwil, Geroldswil und Weiningen. Sie konnten im Kloster Fahr oder in den Simultankirche von Dietikon oder von Würenlos katholische Gottesdienste besuchen. Bis 1798 war Geroldswil noch immer ein Teil des Fahrer Grundbesitzes und der Vogtei Weiningen. Kirchgenössig war der Ort vom Mittelalter über die Reformation hinweg bis 1803 nach St. Peter zu Würenlos. Mit der Einführung der Mediationsverfassung im Jahr 1803 kam Unter-Oetwil dann an den Kanton Zürich und kirchlich zu Weiningen. Ab dieser Zeit erlosch das kirchliche Leben in der St. Johannes-Kapelle, weshalb diese in der Folgezeit abgetragen wurde.
Die Kirche von St. Peter in Würenlos hatte als Patrozinien des Voraltars seit der Weihe durch Bischof Heinrich II. von Klingenberg im Jahr 1296 den Hl. Johannes und die Hl. Kunigunde. Aus diesem Grunde wurde wohl auch die Kapelle in Unter-Oetwil dem Hl. Johannes geweiht. Wegen der mittelalterlichen St. Johannes-Kapelle in Unter-Oetwil wurde auch die heutige Pfarrkirche von Geroldswil im Jahr 1972 dem Hl. Johannes geweiht.

### Entstehungs- und Baugeschichte
Mit dem Bau der Spanisch-Brötli-Bahn und der dadurch einsetzenden Industrialisierung des Limmattals zogen ab dem Beginn des 20. Jahrhunderts auch vermehrt Katholiken nach Oetwil, Geroldswil und Weiningen. Ab der Gründung der Pfarrei Heilig-Kreuz in Altstetten im Jahr 1899 wurden die Katholiken dieser Gemeinden zunächst von Altstetten aus betreut. Nachdem in Schlieren im Jahr 1923 die Seelsorgestation und spätere Pfarrei St. Josef gegründet worden war, waren deren Geistliche für die Seelsorge der Katholiken der rechtsufrigen Gemeinden zuständig. Per 26. Februar 1936 wurde die Pfarrei St. Agatha Dietikon mit der Seelsorge von Geroldswil, Oetwil und den Ortsteil Fahrweid von Weiningen beauftragt. Weiningen-Dorf verblieb zunächst noch bei St. Josef Schlieren und wurde 1964 bei der Gründung der Pfarrei St. Mauritius Oberengstringen dieser zugeteilt. Im Jahr 1956 wurde in Geroldswil ein Kirchenbauverein gegründet. Dieser übernahm die Interessensvertretung der Katholiken im Ort und sammelte Geld für den Bau einer eigenen Kirche. 1960 konnte eine Liegenschaft an der Bergstrasse 3 für die neu errichtete Stiftung St. Johannes erworben werden. Am 13. Januar 1963 fand der erste katholische Gottesdienst für die katholische Bevölkerung von  Geroldswil und Oetwil statt, und zwar im Schulhaus Letten in Oetwil. Die Kirchgemeinde Dietikon, zu der auch Oetwil an der Limmat und Geroldswil gehörten, hatte in den 1960er Jahren 15‘000 Mitglieder, weshalb die Kirchgemeinde für eine bessere Seelsorge in den umliegenden Gemeinden und Dietiker Quartieren beschloss, neue Pfarreien aufzubauen. Nach der Errichtung der Pfarrei St. Josef Dietikon erfolgte die Gründung der Pfarrei von Geroldswil. Diese fiel zeitlich mit der Planung des neuen Dorfzentrums Huebwis in Geroldswil zusammen. Die politischen Behörden von Geroldswil luden deshalb auch die Katholiken ein, sich bei der Planung und Realisierung des neuen Dorfzentrums einzubringen. Die Baugenossenschaft Hochwacht interessierte sich für die Liegenschaft an der Bergstrasse 3 und bot den Katholiken von Geroldswil einen Landabtausch an, sodass die St. Johanneskirche im neuen Zentrum Hubwies realisiert werden konnte. Am 23. Juni 1969 wurde der Richtplan für das Zentrum Huebwies angenommen und am 9. September 1970 genehmigte die Kirchgemeinde Dietikon den Kredit für den Bau der St. Johanneskirche inmitten des neuen Zentrums von Geroldswil. Am 8. Februar 1971 erfolgte der erste Spatenstich und am 27. Juni die Grundsteinlegung durch den Bischof von Chur, Johannes Vonderach. Anschliessend wurde die St. Johanneskirche nach Plänen des Architekten Walter Moser, der auch die Kirchen Maria Hilf (Zürich-Leimbach), St. Niklaus (Hombrechtikon) und das Kloster Ilanz erbaut hatte, errichtet. Am 27. Mai 1972 wurde im Gemeindezentrum Dietikon die Glocken für die Kirche von Geroldswil durch den Abt des Klosters Wettingen-Mehrerau, Kassian Lauterer, geweiht und anschliessend nach Geroldswil transportiert. Am 3. September 1972 weihte Bischof Johannes Vonderach die Kirche und erhob Geroldswil zu einer eigenständigen Pfarrei, zuständig auch für die Katholiken von Oetwil und den Ortsteil Fahrweid von Weiningen. 1983 wurden diese Gebiete aus der Kirchgemeinde Dietikon ausgegliedert und in einer eigenständigen Kirchgemeinde zusammengefasst. Weiningen-Dorf, das seit der Gründung der Kirchgemeinde von Oberengstringen im Jahr 1963 zu dieser gehört hatte, wurde per 1. Januar 1985 der Kirchgemeinde Geroldswil zugeteilt. Im Jahr 2007 erfolgte eine umfassende Renovation der Kirche St. Johannes durch Architekt Felix Stemmle.
Die Pfarrei St. Johannes ist mit ihren 3'521 Mitgliedern (Stand 2021) eine der kleineren katholischen Kirchgemeinden des Kantons Zürich.

## Baubeschreibung

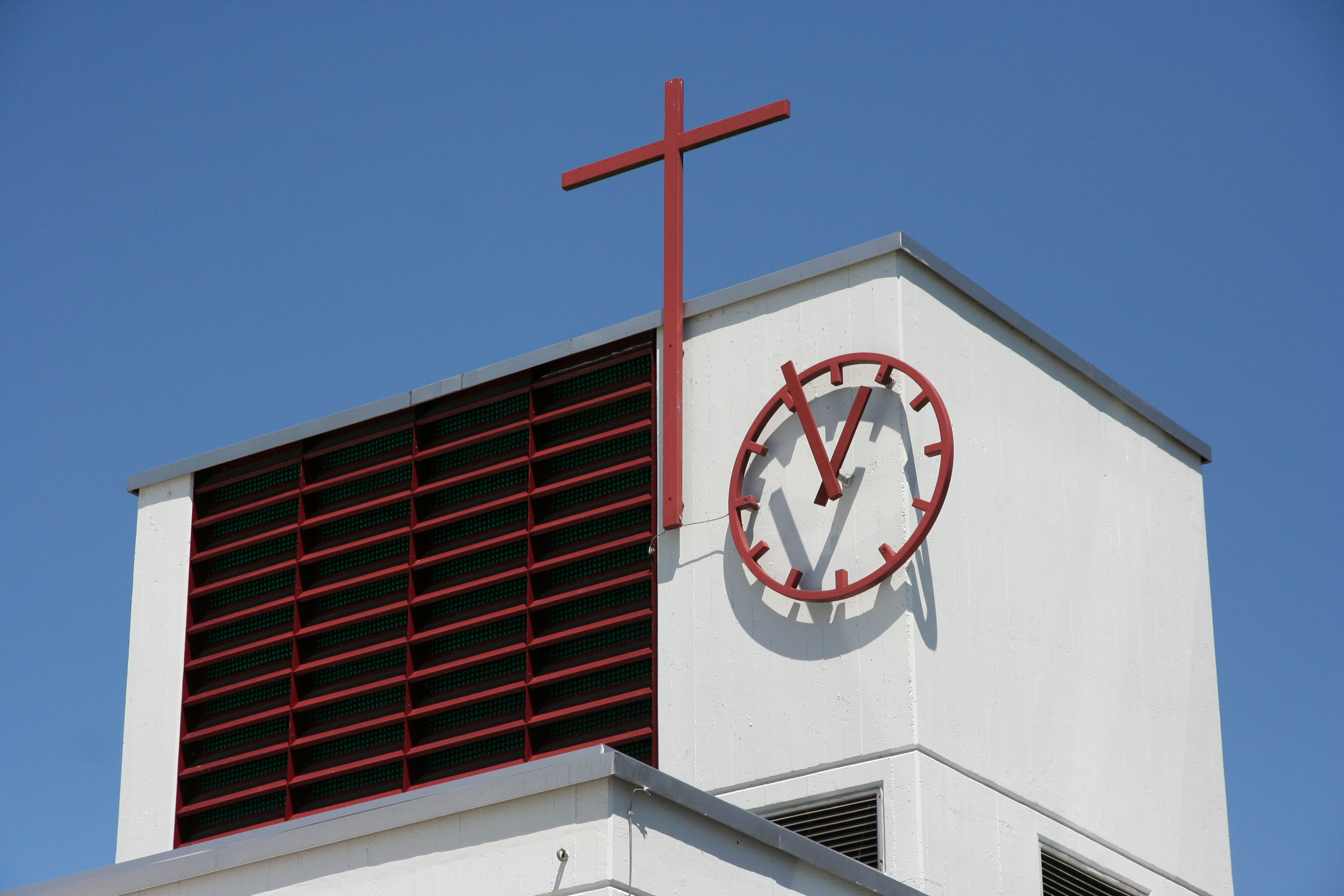
Glockenturm

### Kirchturm und Äusseres
Über eine Treppe gelangt man von der tiefer gelegenen Huebwiesenstrasse auf den in den 1970er Jahren neu geschaffenen Gemeindeplatz, um den sich die Ämter der politischen Gemeinde, die Post, ein Hotel, ein Hallenbad, eine Bank sowie verschiedene Einkaufsmöglichkeiten gruppieren. Inmitten dieses Zentrums befindet sich die katholische Kirche St. Johannes. Dass es sich bei diesem schlichten Betonbau um ein kirchliches Zentrum handelt, ist nicht offensichtlich, da die Kirche optisch an die anderen Bauten um den Dorfplatz angeglichen worden war. Ein Dachreiter, in dem sich die drei Glocken der Kirche St. Johannes befinden und an den eine Turmuhr sowie ein schlichtes Metallkreuz angebracht wurden, verweist auf die kirchliche Nutzung des Gebäudes. Das dreistimmige Geläut wurde von Emil Eschmann, Rickenbach TG im Jahr 1972 gegossen und erklingt in der Tonfolge fis, a, h. Neben dem Eingang befindet sich an der Betonwand eine reliefartige Inschrift: „Johannes der Täufer“. Durch ein Foyer gelangt der Besucher in die eigentliche Kirche St. Johannes.

### Innenraum und künstlerische Ausstattung

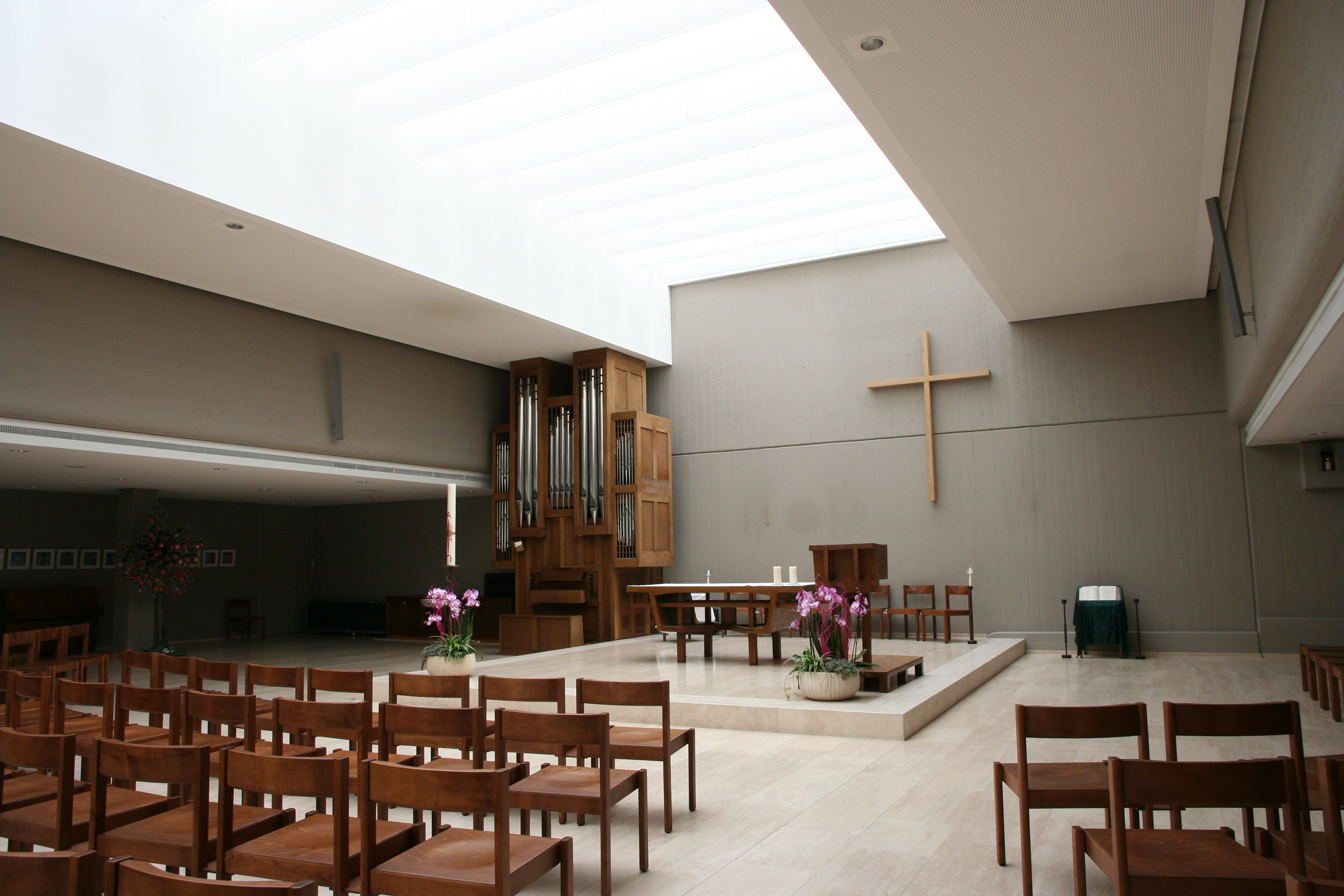
Innenansicht

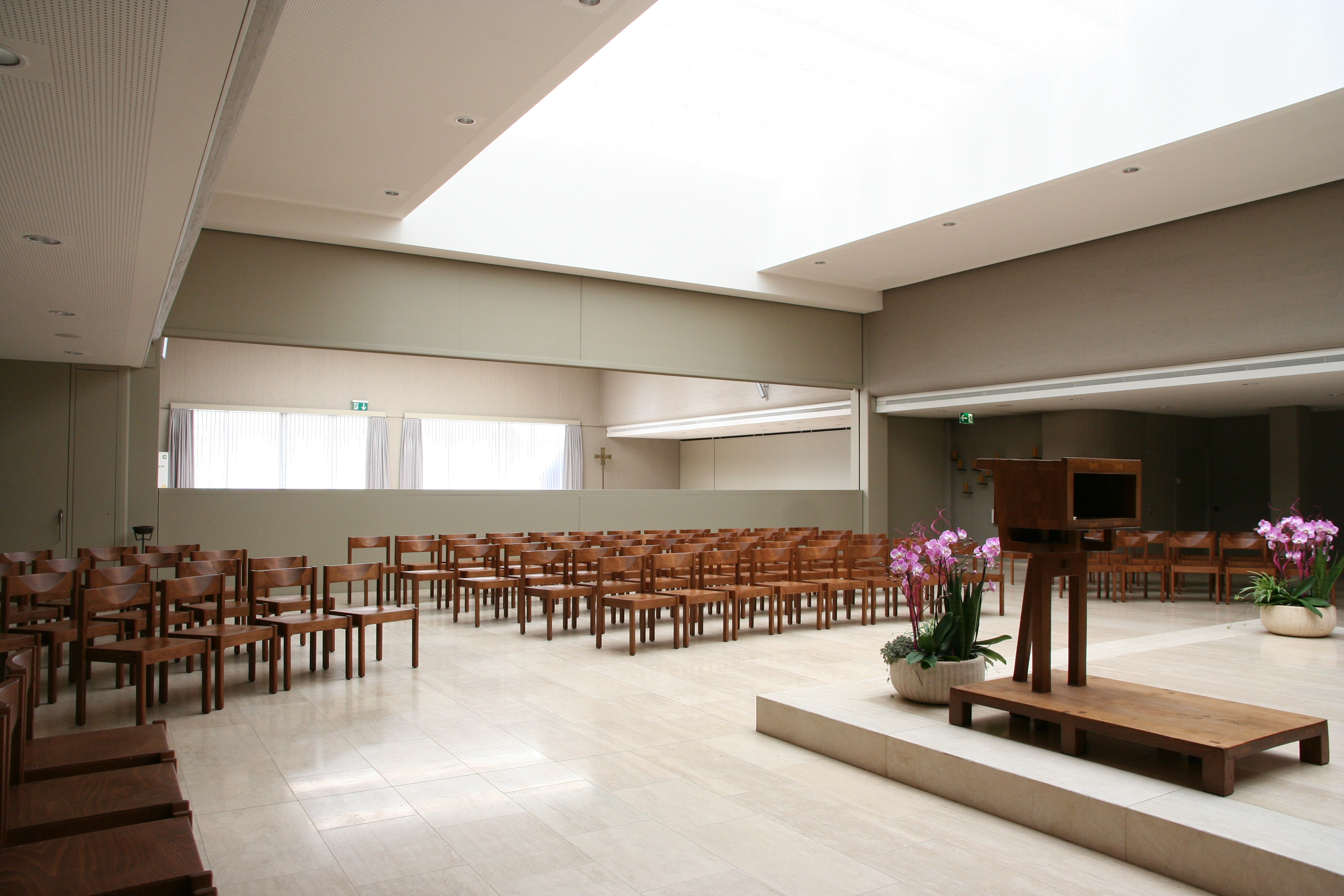
Blick ins Langhaus

Der Kirchenraum ist ein längsrechteckiger Betonbau, dessen hinterer Raumteil durch eine im Boden eingelassene Trennwand bei kleineren Gottesdiensten abgeteilt werden kann. Der Boden ist aus hellem Stein, die Wände in grau gestrichenem Beton und die Kirchendecke in hellen Materialien gehalten. Holzstühle gruppieren sich in einem Halbkreis um den durch eine Stufe erhöhten Altarraum, welcher nicht geostet ist, sondern in südöstliche Richtung zeigt. Das Tageslicht dringt durch ein lang gezogenes, längsmittiges Oberlicht in den Raum. Dieses Oberlicht befindet sich im erhöhten Teil des Raumes, sodass der Eindruck einer dreischiffigen Kirche entsteht. Der Volksaltar und der Ambo sind aus Holz und stellen damit einen Bezug zu den Holzstühlen der Gemeinde her, was den Communio-Charakter dieser in nachvatikanischer Zeit errichteten Kirche unterstreicht. Hinter dem Altarraum ist ein schlichtes Holzkreuz an der Betonwand angebracht. Rechts vom Altarraum befindet sich an der Chorwand der Tabernakel. Er ragt mittels einer Betonstruktur, welche die quadratischen Formen sowie die abgerundeten Ecken der Raumarchitektur aufnimmt, aus der Wand hervor. Im beleuchteten Inneren des Tabernakels ist das Ziborium als Zeichen der Realpräsenz Gottes sichtbar. Auf der linken Seite des Altarraums steht die Orgel. Im linken Teil des Kirchenraumes ist in die Seitenwand ein kleineres, blau gehaltenes Buntglasfenster eingelassen. Kunsthistorisch bedeutsam ist die St. Johannes-Statue an der gegenüberliegenden Seitenwand der Kirche. Diese mittelalterliche St. Johannes-Statue stammt aus der Kirche von Würenlos, zu der bis zu Beginn des 19. Jahrhunderts auch Unter-Oetwil gehört hatte. Die Kirchenstiftung von Geroldswil vereinbarte mit der Kirchgemeinde Würenlos im Jahr 2010, dass die Statue auf unbestimmte Zeit in der Kirche St. Johannes in Geroldswil aufgestellt werden kann.

### Orgel

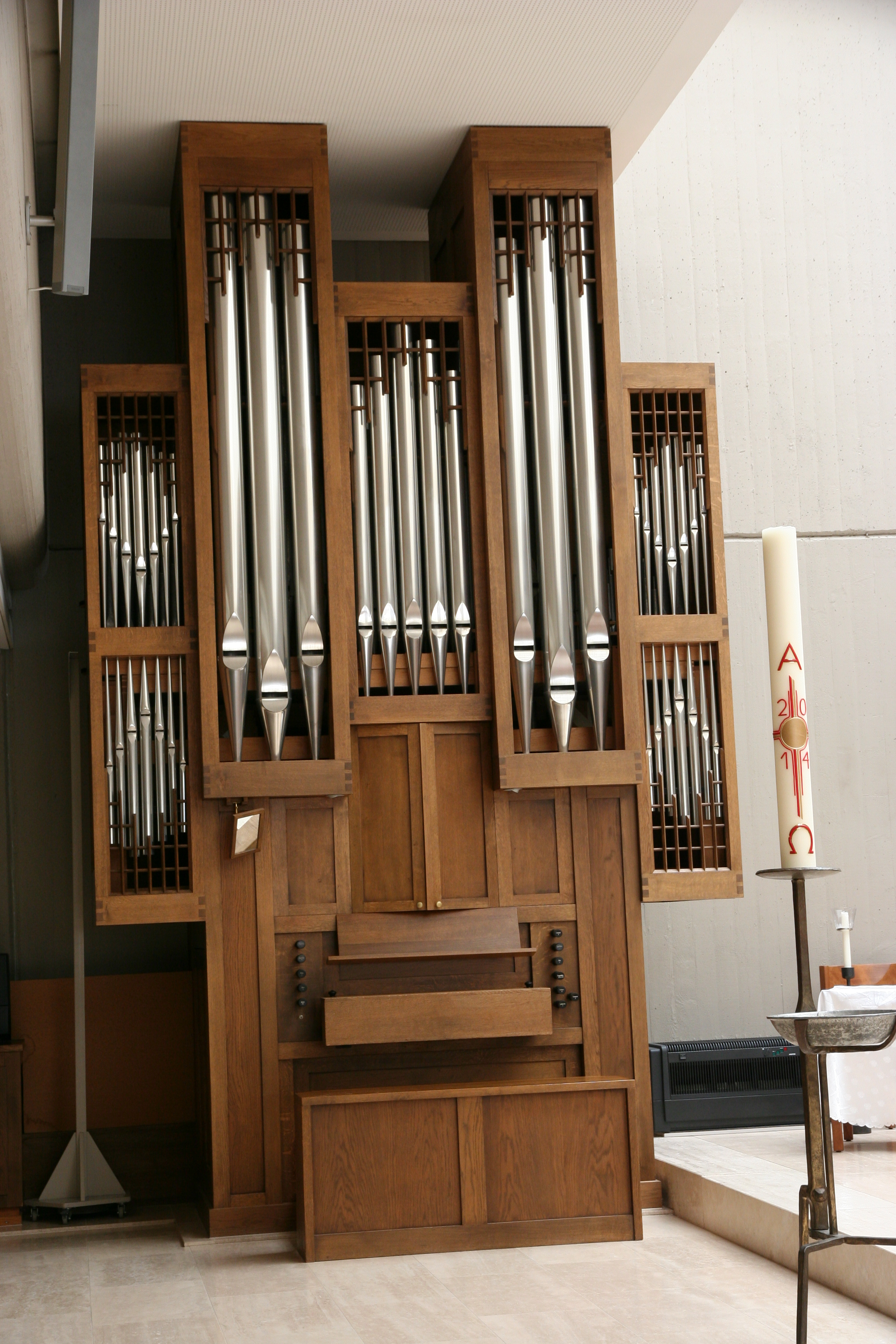
Felsberg-Orgel von 1978

Die Orgel der St. Johanneskirche erfolgte im Jahr 1978 durch Orgelbau Felsberg in Felsberg GR. Es handelt sich um ein Instrument mit 12 klingenden Registern auf 2 Manualen und Pedal. Die Windversorgung erfolgt durch ein Gebläse über einen parallel aufgehenden Mehrfaltenbalg. Es gibt zwei getrennte Windkanäle für das Pedal und die Manuale. Im Jahr 1996 erfolgte eine Generalrevision durch Orgelbau Felsberg AG. Dabei wurde die frühere Doublette 2′ im zweiten Manual durch die heutige Flöte 2′ ersetzt. Die Zweitpfeifen im Prinzipal 8′ (die hängenden Pfeifen des Spiegelprinzipal im Prospekt) wurden stumm gestellt. 2001 erfolgte eine Revision der Orgel durch Metzler Orgelbau.
| I Hauptwerk C–g3 |       |
| Prinzipal        | 8′    |
| Rohrflöte        | 8′    |
| Oktave           | 4′    |
| Oktave           | 2′    |
| Mixtur           | 1 ⁄3′ |

| II Brustwerk C–g3 |                  |
| Gedackt           | 8′               |
| Spitzflöte        | 4′               |
| Flöte             | 2′               |
| Sesquialter       | 2 ⁄3′ und 1 3⁄5′ |
| Quinte (Auszug)   | 2 ⁄3′            |

| Pedal C–f1 |     |
| Subbass    | 16′ |
| Spillflöte | 8′  |
| Trompete   | 8′  |

- Koppeln: II/I (Manualschiebekoppel), I/P, II/P